# Neuwied

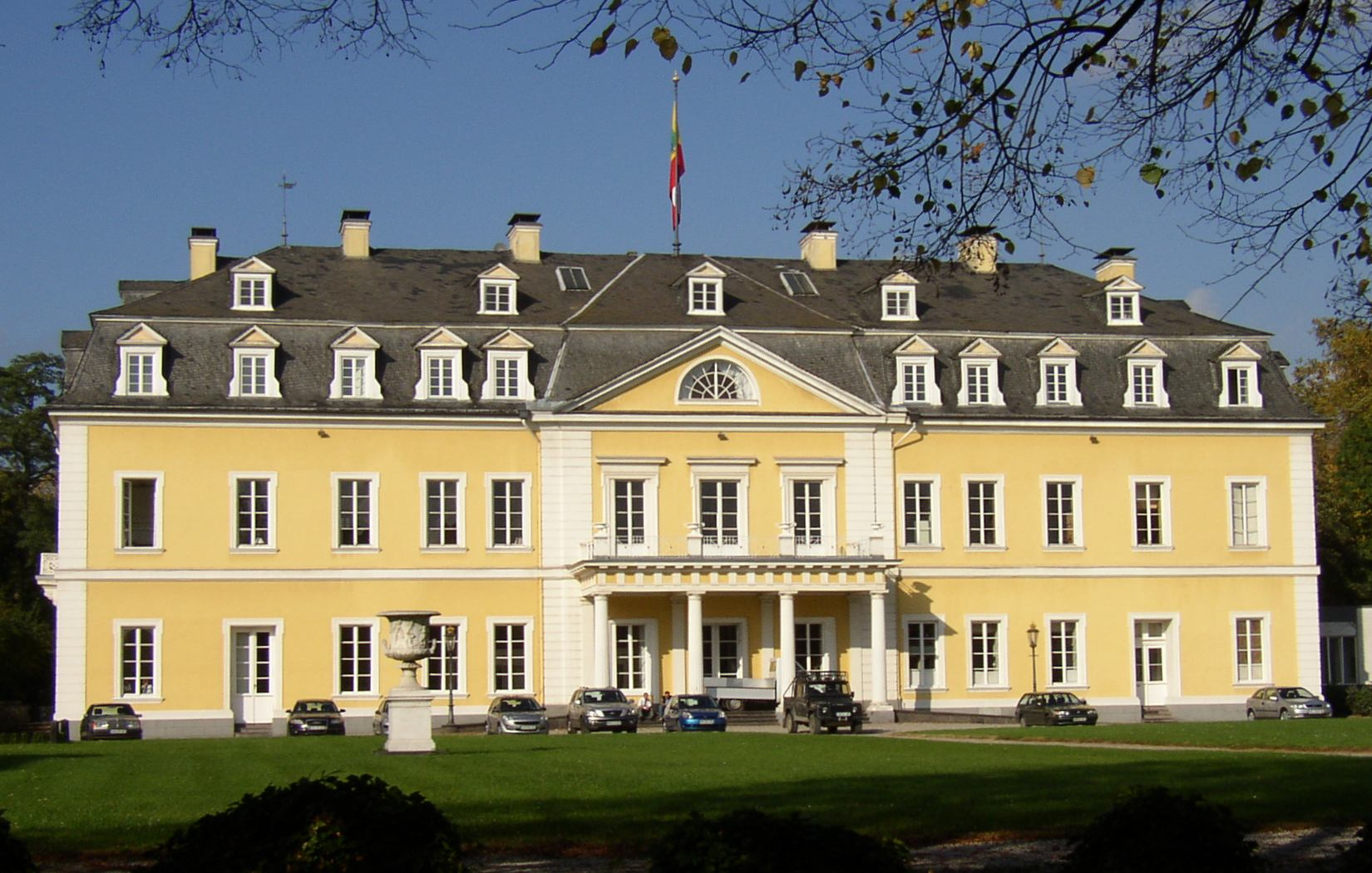
Furstarna av Wieds slott

Neuwied är en stad i Landkreis Neuwied i förbundslandet Rheinland-Pfalz i Tyskland med cirka 66 000 invånare. Staden ligger vid floden Rhen.

## Sport
Volleybollklubben VC Neuwied 77, som har ett damlag på elitnivå, är aktivt i staden.